# Bulimulus eschariferus
Bulimulus eschariferus е вид коремоного от семейство Orthalicidae. Видът е критично застрашен от изчезване.

## Разпространение
Разпространен е в Еквадор (Галапагоски острови).